# Xenon
A xenon (INN) egy kémiai elem, vegyjele Xe, rendszáma 54. Színtelen, szagtalan, nehéz nemesgáz, előfordul kis mennyiségben a Föld atmoszférájában is (9·10−5 térfogatszázalék, 4·10−5 tömegszázalék). Bár kémiailag általában közömbös, ismert néhány reakciója, például melynek során xenon-hexafluoroplatinát, az elsőként előállított nemesgázvegyület keletkezik.
A természetben előforduló xenonnak kilenc stabil izotópja van. Ezen felül további 40 nem stabil, radioaktív izotópja létezik. A xenon izotópjainak aránya fontos eszköz a Naprendszer történetének vizsgálatakor. A xenon-135 maghasadás következtében jön létre, és az atomreaktorokban neutronelnyelőként viselkedik.
A xenont ívlámpákban és vakukban, illetve általános érzéstelenítőként is alkalmazzák. Az első excimerlézerek xenon dimer molekulát (Xe2) használtak aktív közegként, az első lézerekben pedig xenon villanólámpákat használtak pumpálásra. A xenont a feltételezett gyengén kölcsönható nehéz elemi részecskék (WIMP-ek) felkutatásában is alkalmazzák, valamint ezt használják az űreszközök ionhajtóművének hajtóanyagaként.

## Története

Xenonvaku

A xenont William Ramsay és Morris Travers fedezte fel 1898. július 12-én Angliában, nem sokkal azután, hogy felfedezték a kriptont és a neont. A cseppfolyósított levegő elpárologtatása után visszamaradt anyagban találták meg. Ramsay azt javasolta, hogy az idegen, külföldi vagy vendég jelentésű, görög eredetű xenos semleges nemű változata után xenonnak (ξένον) nevezzék el az új elemet. 1902-ben Ramsey úgy becsülte, a xenon alkotja a Föld atmoszférájának húszmilliomod részét.
Az 1930-as években Harold Edgerton mérnök elkezdte felkutatni a villódzó fény technológiáját, ami a gyors fényképezéshez elengedhetetlen volt. Így jutott el a xenonvaku feltalálásáig, amiben úgy hoz létre fényt, hogy egy xenongázzal töltött csövön keresztül elektromosságot vezet keresztül. Ezzel a technológiával 1934-ben Edgerton már egy mikromásodperces hosszúságú villanást is képes volt előállítani.
1939-ben ifjabb Albert R. Behnke elkezdte a mélytengeri búvároknál a merüléssel összefüggésben kialakuló „részegség” okait kutatni. Alanyain úgy kísérletezett, hogy különböző levegőkeverékeket kellett belélegezniük, és felfedezte, hogy ez okozza a búvárok mélységérzetének változását. Eredményeiből azt a következtetést vonta le, hogy a xenongázt lehet érzéstelenítőként alkalmazni. Bár Oroszországban Lazarev már 1941-ben tanulmányozta a xenon érzéstelenítő hatásait, először a nemesgáz ilyen hatását 1946-ban J. H. Lawrence egyik tanulmánya erősítette meg. Ő egereken végzett kísérleteket. A xenont műtéti érzéstelenítőként először 1951-ben Stuart C. Cullen alkalmazta, aki ennek segítségével két páciensen sikeresen műtétet hajtott végre.
1960-ban John H. Reynolds felfedezte, hogy több meteorit esetében izotópanomália mutatható ki, mivel túl sok xenon-129-et tartalmaznak. Mindebből arra következtetett, hogy ez a 129I radioaktív bomlásterméke lehet. Ezt az izotópot a kozmikus sugárzás által kiváltott hasadás és a maghasadás következtében időben lassan jött létre, nagy mennyiségben azonban csak egy szupernóva felrobbanásakor jöhet létre. Mivel a 129I felezési ideje kozmikus egységekben mérve rövid – csupán 16 millió év –, ebből az következik, hogy rövid idő telt el a robbanás és a meteoritok megszilárdulása között. A két esemény (a szupernóva-robbanás és a gázfelhő megszilárdulása) között eltelt idő azt bizonyítja, hogy ezek a Naprendszer történetének kezdetekor történtek, mivel a 129I-izotóp valószínűleg a Naprendszer kialakulása előtt nem sokkal létrejött, és a napgáz felhőjét egy másik izotópforrás telítette be.
Hosszú ideig úgy gondolták, hogy a xenon és a hozzá hasonló többi nemesgáz kémiailag közömbös, és nem alkotnak vegyületeket. Azonban Neil Bartlett mialatt a University of British Columbia oktatója volt, felfedezte, hogy a platina-hexafluorid (PtF6) olyan erős oxidálószer, hogy oxidálni képes az oxigén gázt (O2), dioxigenil-hexafluoroplatinát képződése (O+2[PtF6]−) közben. Mivel az O2 és a xenon első ionizációs energiája majdnem megegyezik, Bartlett felismerte, hogy a platina-hexafluorid képes lehet a xenont is oxidálni. 1962. március 23-án elegyítette a két gázt, és létrehozta az első ismert, nemesgáztartalmú vegyületet, a xenon-hexafluoroplatinátot. Bartlett úgy gondolta, hogy ennek képlete Xe+[PtF6]− lehet, de későbbi munkák kimutatták, hogy valószínűleg különböző xenontartalmú sók keveréke lehetett. Azóta számos más xenonvegyületet fedeztek fel, és több más nemesgáznak – így például az argonnak, a radonnak és a kriptonnak – is kimutatták már vegyületeit. Ezek közé tartozik az argon-fluorohidrid (HArF), a kripton-difluorid (KrF2), és a radon-difluorid.

## Előfordulása
A xenon a Föld légkörében nyomgáznak számít, aránya 0,087±0,001 ppm (μl/l), vagy nagyjából 1:11 500 000 arányban fordul elő, és megtalálták forrásokból kijövő gázok között is. A xenon néhány radioaktív változata, mint például a 133Xe és a 135Xe úgy jön létre, hogy neutronnal besugározzák a reaktorban lévő hasadóanyagot.
A xenont általában a levegő oxigénre és nitrogénre történő szétválasztásának melléktermékeként állítják elő. Miután a forráspontok eltérését kihasználva külön edényekben összegyűjtötték a nitrogént és a folyékony oxigént, az utóbbiban kis mennyiségű kriptont és xenont lehet találni. Egy újabb, hasonló hátterű szétválasztás során az oxigént fel lehet úgy dúsítani, hogy 0,1–0,2% kripton/xenon együttes koncentrációt lehessen kimutatni. Ezt szilikagél vagy desztilláció segítségével ki lehet nyerni a folyadékból. Végül a kripton/xenon keveréket egy újabb desztillációval lehet részeire szedni. A levegőből egy liter xenon kinyeréséhez 220 wattóra energiára van szükség. A világ xenontermelését 1998-ban 5000–7000 m³-re becsülték. Alacsony koncentrációjának köszönhetően a xenon sokkal drágább, mint a nála könnyebb nemesgázok. 1999-ben Európában 1 liter xenon ára 10, míg a kriptoné 1, a neoné pedig 0,2 euró volt.
A xenon a Nap, a Föld atmoszférájában valamint az aszteroidákban és az üstökösökben viszonylag ritka. A Mars légrétegében a xenon koncentrációja hasonlít a földi értékhez, 0,08 milliomod rész, azonban itt nagyobb a 129Xe aránya mint akár a Földön akár a Napnál. Mivel ez az izotóp radioaktív bomlás eredményeképpen jön létre, az eredmény arra utalhat, hogy a Mars a kialakulását követő első 100 millió év során elvesztette légkörének jelentős részét. Ezzel ellentétben a Jupiter légkörének kimagaslóan nagy a xenontartalma, 2,6-szor annyi, mint a Napé. A magas koncentráció oka egyelőre ismeretlen, de lehet, hogy a korai és gyors bolygóképződés lehetett, melynek során sok apró, csillagászati mérték alatti test jött létre. Ez még azelőtt történhetett, hogy Naprendszerünk protoplanetáris korongja elkezdett volna fölmelegedni. (Máskülönben nem lehetett volna xenont észlelni a bolygóképződés korabeli jégben.) A Naprendszerben a xenon összes izotópjának a Naprendszer teljes tömegéhez viszonyított aránya 1,56·10−8. Az alacsony földi xenonszint részben talán azzal is lehet magyarázható, hogy a kvarcban a xenon kovalens kötéssel kapcsolódik az oxigénhez, és emiatt távozik kevesebb xenon a légkörbe.
A többi, kisebb tömegű nemesgázzal ellentétben a csillagokban lejátszódó megszokott nukleoszintézis során xenon nem jön létre. Az 56-os rendszámú vasnál nehezebb atomok fúziós előállításához olyan sok energia szükséges, hogy abból a csillag nem jut energiához, ha xenont hoz létre. Ezzel ellentétben szupernóva-robbanás után nagy mennyiségben lehet xenont mérni.

## Jellemzői

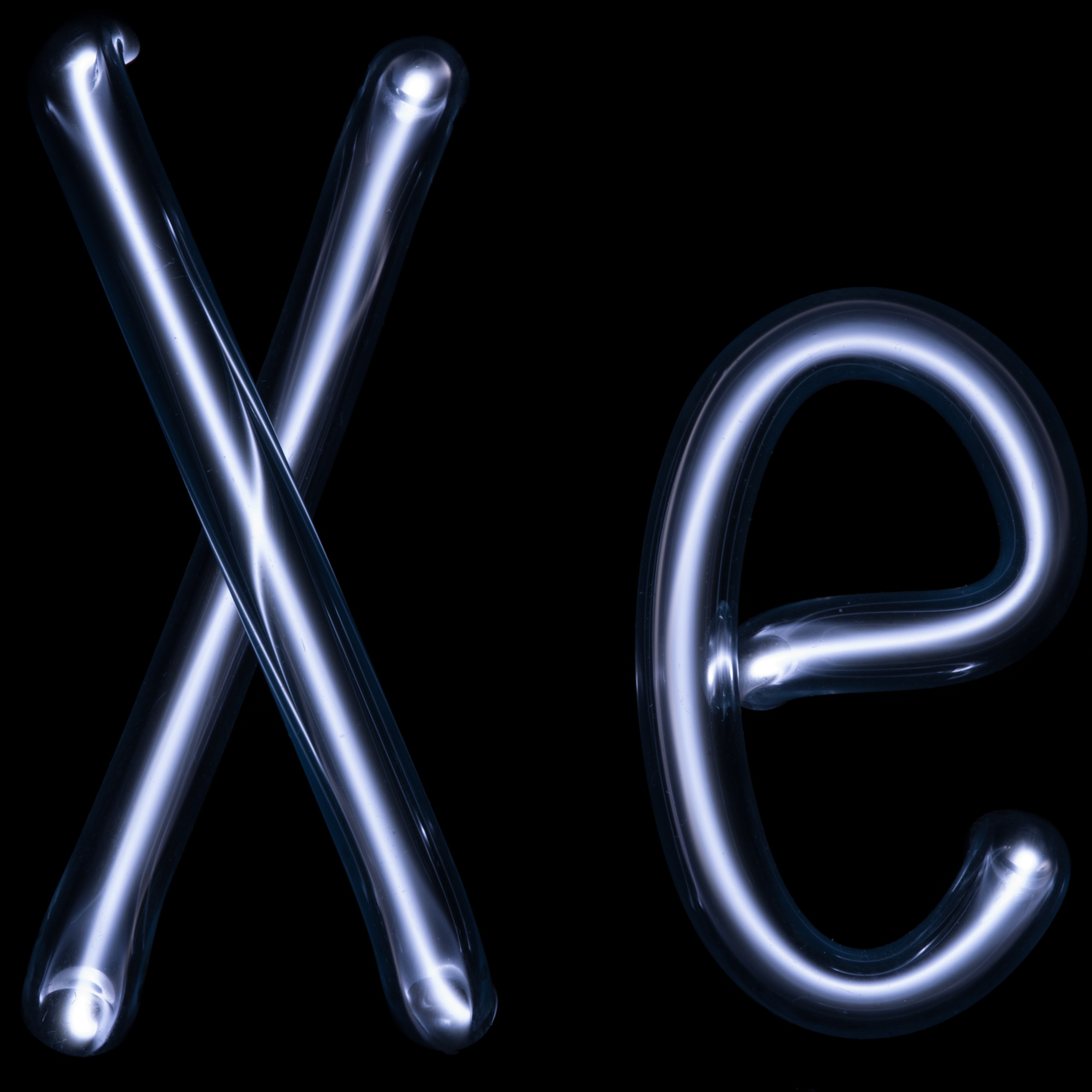
Xenon kisülési csőben

Egy xenonatomnak 54 protonja van. Standard hőmérsékleten és nyomáson a közönséges xenongáz sűrűsége 5,761 kg/m³, ami nagyjából négy és félszerese a földi légkör felszíni 1,217 kg/m³-es sűrűségének. Folyadékként sűrűsége elérheti a 3,100 g/ml értéket is. A legmagasabb ez az érték a hármaspontjánál. Hasonló körülmények között a szilárd xenon sűrűsége – 3,64 g/cm³ – nagyobb, mint a gránit 2,75 g/cm³-es átlagos sűrűsége. Több gigapascal nyomás alkalmazásával a xenon fémes fázisba kényszerül.
A szilárd xenon lapcentrált köbös rácsa nyomás hatására szoros illeszkedésű hexagonális kristályokká alakul, és 140 GPa környékén fémes jellegűvé kezd válni anélkül, hogy a hexagonális fázis térfogata észrevehetően megváltozna. 155 GPa nyomás alatt a xenon teljesen fémessé válik. A fémes xenon égkék színű, mivel elnyeli a vörös fényt, és a átengedi a látható fény más frekvenciájú sugarait. Ez a viselkedés a fémek esetén szokatlan, és az a magyarázata, hogy a fémes xenon elektronsávjai között viszonylag kicsi a távolság.

## Tulajdonságai
A xenonnak nincs szabad vegyértékelektronja ezért nemesgáznak vagy a technikában inert gáznak hívják, ennek ellenére a xenonnak legalább 80 vegyülete ismert. Egy gázzal töltött csőben a xenon kék fénnyel sugároz, a gáz részecskéinek elektromos gerjesztése következtében.
Forráspontja nagy atomtömege ellenére is nagyon alacsony (150 K alatt van).

## Vegyületei
Neil Bartlett 1962-es felfedezése után, mely szerint a xenon képes kémiai vegyületeket képezni, nagy számú xenonvegyületet fedeztek fel és írtak le. Csaknem minden ismert xenonvegyületben előfordul a nagy elektronegativitású fluor- vagy oxigénatom.

### Halogenidek

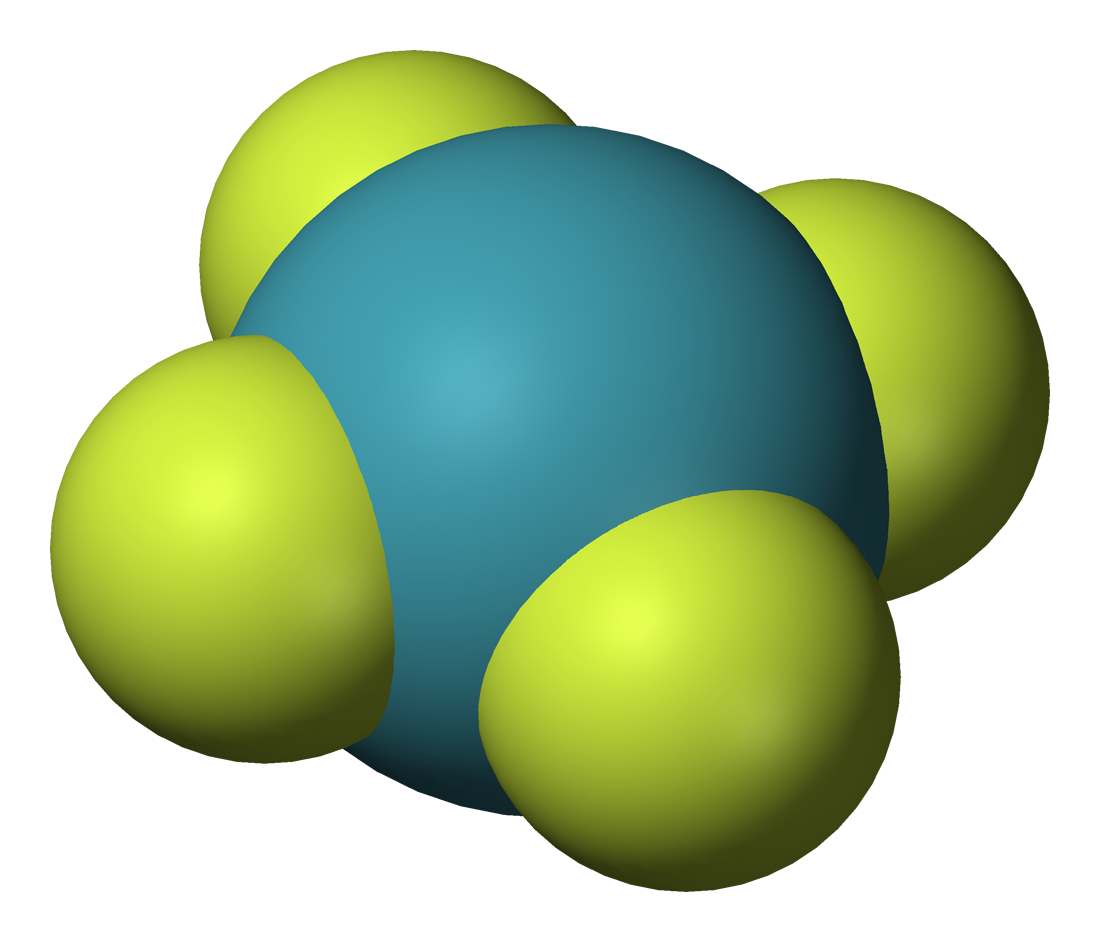
Xenon-tetrafluorid

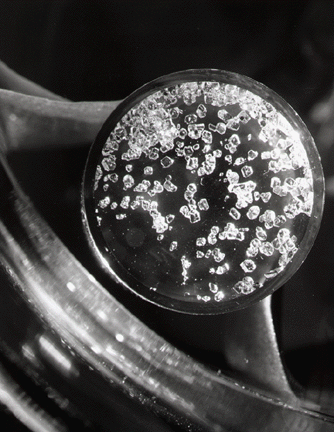
XeF_{4}-kristályok, 1962

A xenonnak három fluoridja ismert: XeF2, XeF4 és XeF6. Csaknem minden xenon vegyület szintézise fluoridokból indul ki.
A szilárd, kristályos difluorid XeF2 fluor és xenongáz keverékéből képződik ultraibolya fény hatására. A reakcióhoz normál napfény is elegendő. A XeF2 nagy hőmérsékleten, hosszú ideig tartó melegítésével NiF2 katalizátor jelenlétében XeF6 keletkezik. XeF6 NaF jelenlétében végzett hőbontása során nagy tisztaságú XeF4 jön létre.
A xenon-fluoridok fluoridion akceptorként és donorként viselkednek, így például XeF+ és Xe2F3+ kationokat, valamint XeF5−, XeF7− és XeF82− anionokat tartalmazó sókat képezhetnek. A zöld színű, paramágneses Xe2+ a XeF2 xenongázzal történő redukciója során keletkezik.
A XeF2 átmenetifém-ionokkal koordinációs komplexek képzésére is képes. Eddig több mint 30 ilyen komplexet állítottak elő és jellemeztek.
Míg a xenon fluoridjai jól leírt vegyületek, a többi halogenid – a XeCl2 kivételével – nem ismert. A beszámolók szerint a xenon-diklorid endoterm, színtelen, kristályos vegyület, ami 80 °C-on elemeire bomlik. Xenon, fluor és szilícium- vagy szén-tetraklorid keverékének nagyfrekvenciás besugárzásával állítható elő. Kétségek merültek fel azonban azzal kapcsolatban, hogy a XeCl2 valódi vegyület-e, vagy csak egy van der Waals-molekula, mely gyengén kötött Xe-atomokat és Cl2-molekulákat tartalmaz. Elméleti számítások alapján a XeCl2 lineáris molekula kevésbé stabil, mint a van der Waals komplex.

### Oxidok és oxohalogenidek
A xenonnak három oxidja ismert: a xenon-trioxid (XeO3) és a xenon-tetroxid (XeO4), melyek rendkívül robbanásveszélyes, erélyes oxidálószerek, valamint a négyes koordinációs számmal jellemzett xenon-dioxid, melyről 2011-ben számoltak be. A XeO2 xenon-tetrafluorid jégre történő kiöntésekor keletkezik. Kristályszerkezete olyan, hogy lehetővé teheti a szilícium helyettesítését a szilikát ásványokban. A XeOO+ kationt azonosították szilárd argonban infravörös spektroszkópia segítségével.
A xenon közvetlenül nem reagál oxigénnel, a trioxid a XeF6 hidrolízise során keletkezik:
XeF6 + 3 H2O → XeO3 + 6 HF
A XeO3 gyenge sav, lúgokban instabil xenát sók keletkezése közben oldódik, ezekben HXeO−4 anion található. Ezek az instabil sók könnyen diszproporcionálódnak xenon gázzá és perxenát sókká, melyek XeO4−6 aniont tartalmaznak.
Bárium-perxenátból tömény kénsavval reagáltatva előállítható a gázállapotú xenon-tetroxid:
Ba2XeO6 + 2 H2SO4 → 2 BaSO4 + 2 H2O + XeO4
A bomlás megakadályozására az így előállított xenon-tetroxidot gyorsan lehűtik, a kapott halványsárga szilárd anyag −35,9 °C feletti hőmérsékleten robbanásszerűen xenon és oxigén gázra bomlik.
Számos xenon-oxifluorid ismert, ezek közé tartozik a XeOF2, a XeOF4, a XeO2F2 és a XeO3F2. XeOF2 OF2 és xenon gáz alacsony hőmérsékleten végrehajtott reakciójában keletkezik. Előállítható XeF4 részleges hidrolízisével is. −20 °C-on XeF2 és XeO2F2 képződése közben diszproporcionálódik. XeOF4 a XeF6 részleges hidrolízise során  vagy XeF6 és nátrium-perxenát (Na4XeO6) reakciójában keletkezik. Az utóbbi reakcióban kis mennyiségben XeO3F2 is képződik. A XeOF4 CsF-dal reagálva XeOF−5 aniont képez, míg a XeOF3-ból alkálifém-fluoridokkal – KF, RbF és CsF – reagálva XeOF−4 anion keletkezik.

## Felhasználási területek
Ezt a gázt a legszélesebb körben xenonlámpa töltőgázaként alkalmazzák. Ilyen berendezést tartalmaznak többek között egyes vakuk és stroboszkópok. A xenonívlámpák színhőmérséklete megközelítőleg azonos a déli napéval, ezért napszimulátorokban, és például IMAX filmvetítő rendszerekben is használatosak. Az újfajta ionhajtóművek előszeretettel használják üzemanyagként.